# Andronicus von Pannonien

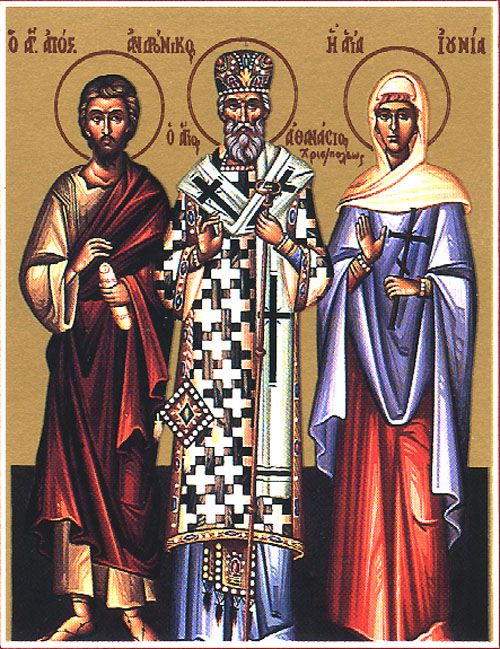
Andronicus (links) mit Athanasius von Christianoupolis und Junia

Andronicus von Pannonien († 1. Jahrhundert) ist ein früher Christ und Märtyrer, der von der kirchlichen Tradition mit einer im Römerbrief erwähnten Person identifiziert wird. Er wird zu den Siebzig Jüngern gerechnet und in der römisch-katholischen und der orthodoxen Kirche als Heiliger verehrt.
Die kirchliche Tradition verstand Röm 16,7  so, dass Andronicus und Junias Gefährten seien.  Mitunter wird statt Junias auch Junia gelesen, die dann als Frau des Andronicus angesehen wird. Das Vollständige Heiligen-Lexikon (Augsburg 1858) erläutert: „Nach den Worten des Apostels … möchte man mit den neueren Auslegern der Ueberzeugung werden, Junias sei ein Mann gewesen; allein die älteren (besonders griechischen) Ausleger sind für eine Frauensperson, und unter diesen vorzüglich der hl. Joh. Chrysostomus.“ Paulus erwähnt im Römerbrief, dass beide zu seinem Volk gehörten, also wohl auch geborene Juden waren, und mit ihm im Gefängnis waren. Er nennt sie Apostel und schreibt, dass sie sich bereits vor ihm selbst zu Jesus Christus bekannten. Den Beinamen von Pannonien erhielt Andronicus, weil er der Überlieferung nach als Bischof in Pannonien tätig war, wo er auch das Martyrium erlitt.
Die Reliquien des Andronicus kamen schließlich zur Verehrung nach Konstantinopel. Gedenktag des Heiligen ist der 17. Mai.